# ألعاب محرمة (مسلسل)
ألعاب محرمة (بالإنجليزية: Sacred Games) هو مسلسل جريمة إثارة هندي مبني على رواية تحمل نفس الاسم للكاتب فيكرام تشاندرا.المسلسل من بطولة سيف علي خان،نواز الدين صديقي،رادهيكا أبتي،كالكي كويتشلن ورانفير شوري.تم عرض الموسم الأول على نتفليكس في 5 يوليو 2018 وتم تجيده لموسم ثاني أخير عرض في 15 أغسطس 2019.

## روابط خارجية
ألعاب محرمة على موقع IMDb (الإنجليزية)
- ألعاب محرمة على موقع ميتاكريتيك (الإنجليزية)
- ألعاب محرمة على موقع روتن توميتوز (الإنجليزية)
- ألعاب محرمة على موقع نتفليكس (الإنجليزية)
- ألعاب محرمة على موقع فيلمافينيتي (الإسبانية)
- ألعاب محرمة على موقع كينوبويسك (الروسية)
- ألعاب محرمة على موقع ألو سيني (الفرنسية)
- ألعاب محرمة على موقع قاعدة بيانات الفيلم (الإنجليزية)